# Beatrich
Beatrich, pseudonimo di Beatričė Pundžiūtė (Kaunas, 16 aprile 1998), è una cantante lituana.

## Biografia
Nata a Kaunas da una famiglia di medici, si trasferisce a Šilutė in tenera età. Già all'asilo, cantava in un piccolo ensemble, mentre a scuola faceva parte di un gruppo di musica country, studiando anche il violino in una scuola di musica. Dopo aver terminato gli studi, si è trasferita nuovamente a Kaunas. Qui ha imparato a suonare la chitarra da autodidatta, iniziando anche a postare le cover delle sue canzoni preferite sul suo account Instagram. In seguito, è stata notata dal suo attuale produttore, Benas Ivanovas, grazie al quale ha raggiunto la notorietà.
Per un breve periodo di circa 4 mesi, ha trascorso del tempo a Los Angeles in una "vacanza creativa" per scrivere alcune canzoni. Successivamente, si è trasferita in Inghilterra, a Londra, per lavorare con il suo team.
Il 20 dicembre 2022, è stato annunciato che Beatrich avrebbe partecipato al Pabandom iš naujo! 2023, selezione nazionale lituana per l'Eurovision, con la canzone Like a Movie. Il singolo è stato pubblicato a gennaio 2023. Inserita nel secondo quarto di finale, ha ottenuto il primo posto. Si è poi esibita nella seconda semifinale, guadagnandosi nuovamente il primo posto e garantendosi così l'accesso alla finale. Nella finale del concorso, ha ottenuto il terzo posto con un totale di 16 punti.

## Vita privata
Attualmente vive a Londra, nonostante torni spesso in Lituania in occasione dei suoi concerti.

## Discografia

### Album in studio
- 2022 – Songs About You

### Singoli
- 2017 – About
- 2017 – Don't Let Me Go
- 2017 – Good Things (con Radistai DJs)
- 2017 – Hollywood
- 2017 – I Need the Beat
- 2017 – Superstar
- 2018 – Everything You Say
- 2018 – Pardon Me
- 2018 – Love Shot
- 2019 – Runaway
- 2020 – Flashback
- 2021 – Same Song
- 2021 – 2 Much
- 2021 – Believe
- 2021 – Hands Tied
- 2022 – Wishlist
- 2022 – Postcards
- 2022 – Love Bites
- 2022 – Wish You Wanted to See Me
- 2022 – Cold Hands
- 2023 – Like a Movie

## Riconoscimenti
- Muzikos asociacijos metų apdovanojimai[9]
  - 2018 – Rivelazione dell'anno
  - 2018 – Miglior canzone per Superstar
  - 2018 – Candidatura alla Miglior canzone per Good Things
  - 2018 – Candidatura al Miglior video musicale per Good Things